# Taib Šarić
Akademik Taib Šarić bio je jedan od vodećih bosanskohercegovačkih agroekologa i najistaknutiji herbolog. Rođen je u Čapljini, 1934. godine, a umro u Sarajevu, 15. lipnja 2019.

## Obrazovanje i karijera
Taib Šarić je osnovnu školu pohađao u Čapljini i Mostaru, a srednju u Derventi. Diplomirao je, magistrirao i doktorirao agronomiju na Poljoprivredno-prehrambenom fakultetu Sveučilišta u Sarajevu.
Postmagistarske studije bavio je u SAD (Kansas State University i Bucknell University, Pennsylvania), a postdoktorske u Nizozemskoj (Wageningen Agricultural University). Zatim je dvije godine sudjelovao u stvaranju znanstvenih projektata iz južnih ratarskih kultura u Indiji (Indian Agricultural Research Institute, New Delhi). Na studijskim usavršavanjima bio je i u Njemačkoj, Češkoj, Slovačkoj i Švicarskoj.
Šarić je bio profesor emeritus na Poljoprivrednom fakultetu u Sarajevu na kojem je kreirao programe i izvodio nastavu na postdiplomskom studiju iz agroekologije. Sudjelovao je u obrazovanju 44 generacije studenata agronomije. Objavio je i 24 knjige (s ponovljenim proširenim izdanjima ukupno 45 knjiga) iz navedenih područja – sveučilišne i srednjoškolske udžbenike i priručnike za praksu. Objavio je i više od 100 znanstvenih radova i oko 600 stručnih radova iz područja ratarstva, agroekologije, herbologije i zaštite okoliša, Ove oblasti bile su u fokusu njegovih istraživanja tijekom pet desetljeća rada.
Najduže – tijekom četiri desetljeća – na matičnom Fakultetu je predavao predmet Opće ratarstvo, a određen broj godina je predavao i Agroekologiju s agrotehnikom, Osnove ratarstva, Specijalno ratarstvo i Zaštitu i uređenje okoliša. Na postdiplomskim studijima je predavao više predmeta iz područja ratarstva, herbologije i zaštite okoliša.
1977. na Poljoprivrednom fakultetu u Sarajevu osnovao je općejugoslavenski postdiplomski studij iz herbologije, prvi takav u Europi. Na njemu su predavali i predavači iz Švicarske, Italije i drugih zemalja.
Akademik Šarić bio je utemeljitelj herbologije kao nauke u Bosni i Hercegovini i jedan od njenih pionira u onovremenoj Jugoslaviji. Bio je jedan od pionira nove znanstvene oblasti alelopatije, odnosno biokemijskih inhibicijskih ili stimulirajućih međuutjecaja biljaka u određenim fitocenozama u Europi. Tijekom sedam godina rukovodio je velikim jugoslavensko-američkim naučnim projektom u kojem je izučavana alelopatija usjeva i korova.
Pored velikog broja znanstvenih saopćenja koje je podnio na naučnim konferencijama u raznim gradovima širom Jugoslavije, od Ohrida do Bleda, podnio je i više naučnih referata na međunarodnim simpozijima i kongresima: u Uppsali, Moskvi, Varšavi, Leipzigu, Brnu, Bratislavi, Keszthelyu (Mađarska), Poznanju, Brightonu, Gentu, Visakapatnamai (Indija), Sydneyu itd. Bio je jedan od osnivača Jugoslavenskog društva za proučavanje i suzbijanje korova (u Sarajevu, 1973) i njegov višegodišnji predsjednik. Jedan je od osnivača European Weed Research Society (EWRS, Pariz, 1975) i dugo vremena član raznih njegovih rukovodećih organa (Scientific Committee, Educational Committee, National Representative of Yugoslavia and Bosnia and Herzegovina). Od svih osnivača EWRS-a najduže je bio aktivan u njegovim organima (30 godina). Predsjedavao je europskim simpozijima o korovima u Uppsali, Brightonu, Parizu i Lisabonu.
Tri desetljeća bio je glavni i odgovorni urednik triju časopisa iz poljoprivrede. Izabran je za evaluatora međunarodnih naučnih projekata iz područja poljoprivrede i zaštite okoline za administraciju Europske unije u Bruxellesu. Bio je glavni urednik međunarodnog znanstvenog časopisa Herbologia (na engleskom) u kojem se objavljuju radovi prominentnih autora s više kontinenata. Za znanstveni rad i stručnu publicistiku dobio je nagradu „Veselin Masleša”. Tri puta je nominiran za laureata World Food Prize (neformalna Nobelova nagrada za hranu i poljoprivredu).
Za dopisnog člana ANUBiH izabran je 2002., a za redovitog 2008. godine.

## Knjige
1. Taib Šarić, V. Beus, Ž. Majstorović, M. Tais, 2013. Granice rasta grada Sarajeva i regije do 2025. godine - ekološki aspekti, ANUBiH, Posebna izdanja, knj. CLIV, Odjelj. prir i matem.  nauka, knj. 24, Sarajevo, ISBN 978-9958-501-94-4, 99 atr.
2. Taib Šarić, I. Đalović, M. Đikić, 2010, Opšte ratarstvo – Praktikum, 7. izd., Sarajevo, Univerzitet u Sarajevu, Zadrugar, 196 str.
3. Taib Šarić, 2005, Suzbijanje korova herbicidima, Sarajevo, Poljoprivredni institut. ISBN 978-9958-596-04-0 nevaljani ISBN, 100 str.
4. Taib Šarić, E. Hanić, S. Hadžiabulić, O. Vidačić, 2005, Savremeni načini povećanja proizvodnje hrane, Sarajevo, autori, 210 str.
5. Taib Šarić, Dž. Jarebica, Z. Čaušević, 2000, Poljoprivredne sirovine, Sarajevo, Studentska štamparija Univerziteta u Sarajevu.
6. Taib Šarić, V. Beus, D. Gadžo, M. Đikić, 1999, Uništavanje i zaštita zemljišta, Garmond, Sarajevo. ISBN 978-9958-765-02-0 nevaljani ISBN, 130 str. + 20 listova s tablama
7. Taib Šarić, Đ. Bugarski, D. Gadžo, 1999, Ratarstvo IV: 4. razred srednje poljoprivredne škole, Sarajevo, Studentska štamparija Univerziteta u Sarajevu, Ministarstvo obrazovanja, nauke, kulture i sporta. ISBN 978- 9958-44-043-1, 197 str.
8. Taib Šarić, D. Bulić, 1999, Ratarstvo: za III razred poljoprivredno-prehrambene struke III, Sarajevo, Studentska štamparija Univerziteta u Sarajevu, Ministarstvo obrazovanja, nauke, kulture i sporta. ISBN 978-9958 nevaljani ISBN- 44-032-6. ISBN 978-9958-11-080-6 nevaljani ISBN, 180 str.
9. Taib Šarić, D. Gadžo, 1998, Uticaj poljoprivrednih hemikalija na okolinu, Sarajevo, Garmond, EKOBiH – Društvo za zaštitu i unapređenje životne sredine. ISBN 978-9958-765-01-2 nevaljani ISBN, 131 str. + 15 listova s tablama
10. Taib Šarić, Š. Muminović, 1998, Specijalno ratarstvo, Sarajevo, Garmond. ISBN 978-9958-765-00-4 nevaljani ISBN, 358 str.
11. Taib Šarić, Dž. Bisić-Hajro, B. Šaćiragić, E. Alagić, 1997, Biljna proizvodnja [za 1. razred], Sarajevo, Studentska štamparija Univerziteta u Sarajevu, Ministarstvo obrazovanja, nauke, kulture i sporta. ISBN 978- 9958-44-010-5. ISBN 978-9958-11-000-8 nevaljani ISBN, 174 str. 116
12. Taib Šarić, M. Đikić, D. Gadžo, 1997, Dvije žetve godišnje, Sarajevo, Zadrugar, Edis, 136 str.
13. Taib Šarić, 1996, Atlas korova, 5. izd., Svjetlost, Pedagoški zavod, Sarajevo, 221 str.
14. Taib Šarić, Dž. Jarebica, Z. Čaušević, 1996, Poznavanje i kontrola sirovina, Sarajevo, Studentska štamparija Univerziteta u Sarajevu, 328 str.
15. Lj. Mišić, Dž. Bisić-Hajro, Taib Šarić, 1995, Osnovi biljne proizvodnje, Sarajevo, Ministarstvo obrazovanja, nauke, kulture i sporta, Univerzitet u Sarajevu, 227 str.
16. Taib Šarić, M. Šipovac, Dž. Bisić-Hajro, 1986, Praktična nastava s proizvodnim radom: za II razred poljoprivredne struke, Sarajevo, Svjetlost, 118 str.
17. Taib Šarić, 1991, Atlas korova, 4. izd., Sarajevo, Svjetlost, Pedagoški zavod, 221 str.
18. Taib Šarić, 1991, Korovi i njihovo uništavanje herbicidima, 7. izd., Sarajevo, Zadrugar. ISBN 86-7135-071-1, 182 str.
19. Taib Šarić, 1991, Opšte ratarstvo (univerzitetski udžbenik), 4. izd., Sarajevo, NIRO Zadrugar, 389 str.
20. Taib Šarić, 1989, Atlas korova, 3. izd., Sarajevo, Svjetlost, Pedagoški zavod, 221 str.
21. Taib Šarić, 1989, Opšte ratarstvo – Praktikum, 6. izd., Sarajevo, Univerzitet u Sarajevu, Zadrugar, 196 str.
22. Taib Šarić, 1988, Opšte ratarstvo (univerzitetski udžbenik), 3. izd., Sarajevo, NIRO Zadrugar, 389 str.
23. Taib Šarić, 1988, Korovi i njihovo uništavanje herbicidima, 6. izd., Sarajevo, Zadrugar. ISBN 86-7135-033-9, 179 str.
24. Taib Šarić, 1987, Opšte ratarstvo – Praktikum, 5. izd., Sarajevo, Univerzitet u Sarajevu, Zadrugar, 196 str.
25. Taib Šarić, 1986, Atlas korova, 2. izd., Sarajevo, Svjetlost, Pedagoški zavod, 221 str.
26. Taib Šarić, Dž. Bisić-Hajro, B. Šaćiragić, E. Velagić-Habul, 1986, Biljna proizvodnja: za II razred poljoprivredno-veterinarske i prehrambene struke, Sarajevo, Svjetlost, 1986. ISBN 86-01-00367-2, 112 str.
27. Taib Šarić, 1985, Opšte ratarstvo (univerzitetski udžbenik), 2. izd., Sarajevo, NIRO Zadrugar, 389 str.
28. Taib Šarić, 1985, Korovi i njihovo uništavanje herbicidima, 5. izd., Sarajevo, Zadrugar, 192 str. 117
29. Taib Šarić, 1984, Opšte ratarstvo – Praktikum, 4. izd., Sarajevo, Univerzitet u Sarajevu, Zadrugar, 196 str.
30. Taib Šarić, 1983, Opšte ratarstvo (univerzitetski udžbenik), 1. izd., Sarajevo, NIRO Zadrugar, 389 str.
31. Taib Šarić, 1983, Opšte ratarstvo – Praktikum, 3. izd., Sarajevo, Univerzitet u Sarajevu, Zadrugar, 196 str.
32. Dž. Bisić-Hajro, R. Milosavljević, Taib Šarić, 1983, Praktična nastava s proizvodnim radom 1 (srednjoškolski udžbenik), Sarajevo, Svjetlost.
33. Dž. Bisić-Hajro, R. Milosavljević, Taib Šarić, 1983, Osnovi biljne proizvodnje (srednjoškolski udžbenik), Sarajevo, Svjetlost.
34. Taib Šarić, 1981, Opšte ratarstvo – Praktikum, 2. izd., Sarajevo, Univerzitet u Sarajevu, Zadrugar, 196 str.
35. Taib Šarić, 1980, Korovi i njihovo uništavanje herbicidima, 4. izd., Sarajevo, Zadrugar, 208 str.
36. Taib Šarić, 1978, Atlas korova, 1. izd., Sarajevo, Svjetlost, Pedagoški zavod, 221 str.
37. Taib Šarić, 1978, Herbicidi i zemljište (skripta), Sarajevo, Poljoprivredni fakultet Sarajevo, 97 str.
38. Taib Šarić, 1977, Ekologija korova (skripta), Sarajevo, Poljoprivredni fakultet Sarajevo, 88 str.
39. Taib Šarić, 1977, Agroekologija s agrotehnikom (univerzitetski udžbenik), Sarajevo, Poljoprivredni fakultet Sarajevo, 258 str.
40. Taib Šarić, 1976, Korovi i njihovo uništavanje herbicidima, 3. izd., Sarajevo, Zadrugar, 176 str.
41. Taib Šarić, 1974, Korovi i njihovo uništavanje herbicidima, 2. izd., Sarajevo, Zadrugar, 169 str.
42. Taib Šarić, 1971, Korovi i njihovo uništavanje herbicidima, 1. izd., Sarajevo, Zadrugar 42. Taib Šarić, 1971, Opšte ratarstvo – Praktikum, 1. izd., Sarajevo, Univerzitet u Sarajevu, Zadrugar, 196 str.

### Poglavlja u knjigama
1. Šarić, T., 2006, Poljoprivreda, U: Strategija integriranja Bosne i Hercegovine u Evropsku uniju, Sarajevo, Vijeće ministara BiH, Direkcija za evropske integracije: 95-100. (dostupno na: www.parco.gov.ba/?id=1353) 118
2. Šarić, T., 1987, Ekološke posljedice primjene hemikalija u biljnoj proizvodnji, U: Hrana i razvoj, Jugosl. naučna tribina, Beograd. ISBN 86- 81165-02-X: 59-66.
3. Ostojić, Z., Šarić, T., Čuturilo, S., 1983, Najrašireniji korovi, U: Priručnik izveštajne i prognozne službe zaštite poljoprivrednih kultura, Savez društava za zaštitu bilja Jugoslavije, Beograd: 652-659.